# Unione Sportiva Cremonese 1930-1931
Questa pagina raccoglie le informazioni riguardanti l'Unione Sportiva Cremonese nelle competizioni ufficiali della stagione 1930-1931.

## Stagione
Nella stagione 1930-1931, dopo la retrocessione la Cremonese ha disputato il campionato di Serie B classificandosi sesta con 41 punti. La stagione inizia con un nuovo presidente, si tratta di Giuseppe Carotti, il suo primo atto è la chiamata dell'allenatore ungherese József Bánás, ex giocatore del Milan, che resterà a lungo nell'orbita cremonese. Squadra rivoluzionata, forte in casa con 10 vittorie e 7 pareggi. Vince anche 6 volte in trasferta, l'ultima a tavolino contro la Liguria. Ha il secondo miglior attacco del campionato cadetto con 68 reti, solo il Padova fa meglio. Tuttavia la partenza è stentata, poi la squadra grigiorossa ingrana la marcia giusta, senza riuscire a colmare lo svantaggio che la separa dalle prime due poltrone, che valgono per Fiorentina e Bari la Serie A. Il sesto posto finale non accontenta la dirigenza, così il tecnico ungherese viene sollevato dall'incarico.

## Rosa
| N. |                   | Ruolo | Calciatore         |
| -- | ----------------- | ----- | ------------------ |
|    | Italia (bandiera) | P     | Ugo Ferrazzi       |
|    | Italia (bandiera) | P     | Loris Desti        |
|    | Italia (bandiera) | D     | Renato Bodini II   |
|    | Italia (bandiera) | D     | Pietro Balestreri  |
|    | Italia (bandiera) | D     | Giuseppe Bonizzoni |
|    | Italia (bandiera) | D     | Alberto Mondini    |
|    | Italia (bandiera) | D     | Libero Pollastri   |
|    | Italia (bandiera) | C     | Menotti Bugna      |
|    | Italia (bandiera) | C     | Luigi Cabrini      |
|    | Italia (bandiera) | C     | Cesare Cambi       |
|    | Italia (bandiera) | C     | Pietro Camisaschi  |
|    | Italia (bandiera) | C     | Umberto Ferrari    |
|    | Italia (bandiera) | C     | Bruno Foglia       |

| N. |                   | Ruolo | Calciatore          |
| -- | ----------------- | ----- | ------------------- |
|    | Italia (bandiera) | C     | Battista Perotti    |
|    | Italia (bandiera) | C     | Pietro Sbalzarini   |
|    | Italia (bandiera) | A     | Adolfo Agosti       |
|    | Italia (bandiera) | A     | Alfio Cavicchioli   |
|    | Italia (bandiera) | A     | Pietro Dalle Vedove |
|    | Italia (bandiera) | A     | Natale Dossena      |
|    | Italia (bandiera) | A     | Renzo Galasio       |
|    | Italia (bandiera) | A     | Alfredo Guanzini    |
|    | Italia (bandiera) | C     | Angelo Longoni      |
|    | Italia (bandiera) | A     | Aristide Rossi (II) |
|    | Italia (bandiera) | A     | Stefano Simonini    |
|    | Italia (bandiera) | A     | Leo Trovati         |

## Risultati

### Serie B

#### Girone di andata
| Cremona 29 settembre 1930 1ª giornata | Cremonese          | 0 – 0 | Palermo | Stadio Giovanni Zini\| Arbitro: \| Tagliabue (Milano) \| |
| Arbitro:                              | Tagliabue (Milano) |       |         |                                                          |

| Arbitro: | Sani (Ferrara) |

|                 |           |                  |
| Zanolla 77’ 81’ | Marcatori | 25’ (aut.) Manià |

| Arbitro: | Zorzi (Belluno) |

|                                      |           |  |
| Rossi II 32’ Dalle Vedove 50’ (rig.) | Marcatori |  |

| Arbitro: | Giulini (Lodi) |

|                         |           |                  |
| Borin III 39’ Giuge 58’ | Marcatori | 66’ Dalle Vedove |

| Arbitro: | Scorzoni (Bologna) |

|                                  |           |                 |
| Trovati 41’ Bonizzoni 63’ (rig.) | Marcatori | 18’, 26’ Sanero |

| Arbitro: | Guarnieri (Milano) |

|                                    |           |           |
| Trovati 60’ Dossena 77’ Agosti 89’ | Marcatori | 30’ Scher |

| Arbitro: | Gonani (Ravenna) |

|                                          |           |                |
| Baldinotti 4’ Moretti 43’ Baldinotti 65’ | Marcatori | 72’ Camisaschi |

| Cremona 16 novembre 1930 8ª giornata | Cremonese        | 0 – 0 | Novara | Stadio Giovanni Zini\| Arbitro: \| Sianesi (Milano) \| |
| Arbitro:                             | Sianesi (Milano) |       |        |                                                        |

| Arbitro: | Ferro (Milano) |

|              |           |  |
| Bernardin 9’ | Marcatori |  |

| Arbitro: | Badiani (Prato) |

|              |           |              |
| Guanzini 73’ | Marcatori | 71’ Prendato |

| Arbitro: | Mazza (Genova) |

|                                                  |           |                             |
| Guanzini 5’, 66’ Dalle Vedove 15’ Camisaschi 49’ | Marcatori | 64’ Stocchi 83’ Chiaramello |

| Arbitro: | Turbiani (Ferrara) |

|            |           |                |
| Agosti 21’ | Marcatori | 31’ Camisaschi |

| Arbitro: | Sani (Ferrara) |

|                                    |           |                |
| Scategni 20’, 40’, 78’ Bottaro 88’ | Marcatori | 11’ Camisaschi |

| Arbitro: | Malagodi (Ferrara) |

|                                                          |           |           |
| Trovati 6’, 53’ Guanzini 29’ Dossena 43’ Cavicchioli 81’ | Marcatori | 64’ Fazzi |

| Arbitro: | De Crescenzo (Napoli) |

|                     |           |                            |
| Cappelli 65’ (rig.) | Marcatori | 42’ Dossena 49’ Camisaschi |

| Arbitro: | Mazzarini (Roma) |

|             |           |            |
| Gambino 49’ | Marcatori | 9’ Dossena |

| Arbitro: | Guarnieri (Milano) |

|                                            |           |               |
| Dossena 28’, 44’ Camisaschi 30’ Foglia 73’ | Marcatori | 57’ Narizzano |

#### Girone di ritorno
| Arbitro: | Sassi (Roma) |

|                            |           |            |
| Lolli 10’ Barbieri 65’ 86’ | Marcatori | 9’ Dossena |

| Arbitro: | Roggione (Genova) |

|                                                        |           |  |
| Dossena 8’ Dalle Vedove 23’ (rig.) 30’ Dossena 43’ 73’ | Marcatori |  |

| Arbitro: | Barlassina (Novara) |

|             |           |                          |
| Taverna 12’ | Marcatori | 60’ Longoni 72’ Rossi II |

| Arbitro: | Monta (Torino) |

|                     |           |                  |
| Cavicchioli 51’ 58’ | Marcatori | 10’ (rig.) Giuge |

| Arbitro: | D'Alessandro (Vercelli) |

|                                               |           |                         |
| Barisone 6’ Buschi 8’ Panzeri 18’ Bedetti 64’ | Marcatori | 35’ Dossena 51’ Trovati |

| Arbitro: | Mazzarini (Roma) |

|  |           |            |
|  | Marcatori | 84’ Foglia |

| Cremona 5 aprile 1931 24ª giornata | Cremonese          | 0 – 0 | Fiorentina | Stadio Giovanni Zini\| Arbitro: \| Guarnieri (Milano) \| |
| Arbitro:                           | Guarnieri (Milano) |       |            |                                                          |

| Arbitro: | Guarnieri (Milano) |

|                 |           |                  |
| Rizzotti 5’ 15’ | Marcatori | 60’ Dalle Vedove |

| Arbitro: | U.Gama (Milano) |

|                                                         |           |  |
| Dossena 40’ Foglia 47’ Cavicchioli 67’ Corsi 80’ (aut.) | Marcatori |  |

| Arbitro: | Gonani (Ravenna) |

|                                                 |           |                             |
| Gamba 1’ Prendato 20’ Bedendo 36’ Scanferla 54’ | Marcatori | 46’ Foglia 88’ Dalle Vedove |

| Arbitro: | Mazzarini (Roma) |

|  |           |             |
|  | Marcatori | 39’ Trovati |

| Arbitro: | Giorgi (Milano) |

|                                                                         |           |            |
| Dalle Vedove 47’ (rig.) Dossena 53’ Trovati 55’ Dalle Vedove 63’ (rig.) | Marcatori | 49’ Tavano |

| Arbitro: | Guarnieri (Milano) |

|                              |           |                       |
| Trovati 35’ Dalle Vedove 70’ | Marcatori | 4’ D. Gay 55’ Bottaro |

| Arbitro: | Guarnieri (Milano) |

|              |           |                                                        |
| Petri II 43’ | Marcatori | 6’ Foglia 12’ Dossena 25’ Cavicchioli 75’ Dalle Vedove |

| Arbitro: | Giulini (Lodi) |

|                           |           |                            |
| Trovati 15’ Bonizzoni 77’ | Marcatori | 12’ Debarbieri 35’ Rimoldi |

| Arbitro: | R. Barlassina (Novara) |

|                            |           |                  |
| Dossena 21’, 55’, 78’, 81’ | Marcatori | 20’ 48’ Civinini |

| Genova 28 giugno 1931 34ª giornata | Liguria | 0 – 2 A tav. | Cremonese |  |